# Idubeda
Idubeda es el nombre de uno de los veintisiete míticos reyes de España que se listan entre los descendientes de Túbal. Sería hijo de Ibero y padre de Brigo. Habría dado nombre a los montes Idubedas. En fuentes romanas, es este el nombre de una alineación montañosa que flanquearía al río Ebro por el sur (es decir, como el Sistema Ibérico), siendo sus alturas principales el monte Caunus (en Bilbilis -posiblemente el Mons Caunus, "monte blanco", sea el Moncayo-), el Saltus Manlianus (que se ha querido identificar con la Sierra de Molina -Molina de Aragón, provincia de Guadalajara-) y el monte Orospeda (Sierra de Cazorla -Cordilleras Béticas-). En fuentes del siglo XVII se identifica con los "montes Doca" (es decir, los montes de Oca, en la provincia de Burgos).

Pasando la Idubeda se llega en seguida a la Celtiberia, que es grande y desigual, siendo su mayor parte áspera y bañada por ríos, ya que por esta región va el Anas y el Tagus y los ríos que siguen ... De ellos el Dorius corre por Numancia y Serguntia. Al norte de los celtíberos están los berones ...  Lindan también con los bardyetas, que hoy se llaman bárdulos. Por el oeste están algunos de los astures y de los callaicos y de los vacceos y también de los vettones y carpetanos. Por el sur los oretanos y los demás habitantes de la Oróspeda, los bastetanos y edetanos. Por el este, esta la Idubeda.
Estrabón, Geografía III, 4, 12.

También se considera uno de los posibles orígenes del nombre de Úbeda.